# Якимово (Болгарія)
Я́кимово (болг. Якимово) — село в Монтанській області Болгарії. Адміністративний центр общини Якимово.

## Населення
За даними перепису населення 2011 року у селі проживали 1670 осіб.
Національний склад населення села:
| Національність   | Кількість осіб | Відсоток |
| ---------------- | -------------- | -------- |
| болгари          | 1395           | 85,0%    |
| цигани           | 237            | 14,4%    |
| інша             | 5              | 0,3%     |
| Всього відповіли | 1642           |          |

Розподіл населення за віком у 2011 році:
Динаміка населення: